# Danny Keogh
Danny Keogh (Kampala, 1948. március 3. – 2019. július 23.) ugandai születésű dél-afrikai színész.

## Filmjei
- Golden Rendezvous (1977)
- Someone Like You (1978)
- Witblits & Peach Brandy (1978)
- The Fifth Season (1978)
- April 1980 (1980)
- Shot Down (1987)
- 'n Wêreld Sonder Grense (1987)
- Dark Justice (1988)
- The Rutanga Tapes (1989)
- Options (1989)
- Öld meg Slade-et! (Kill Slade) (1989)
- Jobman (1989)
- Gyémánthajsza (Wild Zone) (1989)
- Forced Alliance (1989)
- The Sandgrass People (1990)
- Sweet Murder (1990)
- African Express (1990)
- The Schoolmaster (1990)
- A.W.O.L. (1990)
- To the Death (1992)
- Project Shadowchaser II (1994)
- Kalahari Harry (1994)
- A mángorló (The Mangler) (1995)
- Testem-lelkem (Hearts and Minds) (1995)
- Jump the Gun (1997)
- Delta Force: Tiszta célpont (Operation Delta Force 3: Clear Target) (1998)
- Égből pottyant kalózok (Pirates of the Plain) (1999)
- Falling Rocks (2000)
- In the Light of the Moon (2000)
- Pure Blood (2001)
- Malunde (2001)
- Kaszás (Slash) (2002)
- Fegyverek dallama (The Piano Player) (2002)
- A nép szava (Citizen Verdict) (2003)
- Veszélyességi okozat (Consequence) (2003)
- Dissonances (2003)
- A halál nyomában (Wake of Death) (2004)
- A Poszeidon katasztrófa (The Poseidon Adventure) (2005, tv-film)
- Goodbye Bafana (2007)
- Csillagközi invázió 3. (Starship Troopers 3: Marauder) (2008)
- Kiközösítés (Skin) (2008)
- Vágtass, Tornádó! (Tornado and the Kalahari Horse Whisperer) (2009)
- Invictus – A legyőzhetetlen (Invictus) (2009)
- Szégyen és szeretet (Master Harold...and the Boys) (2010)
- Halálfutam 2. (Death Race 2) (2010)
- Zulu (2013)
- Durban Poison (2013)
- A megváltás (The Salvation) (2014)
- Kite (2014)
- Északiak: A viking saga (Northmen - A Viking Saga) (2014)
- The Siege of Jadotville (2016)
- Dora's Peace (2016)
- Operation Brothers (2019)